# Eda Nemoede Casterton

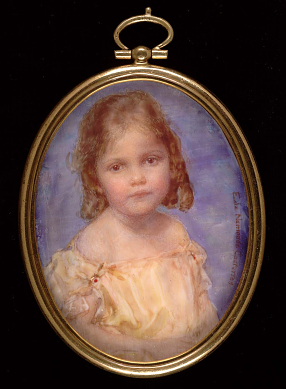
Eda Nemoede Casterton: Little Girl, 1920. Smithsonian American Art Museum

Eda Wilhelmina Nemoede Casterton (* 14. April 1877 in Brillion, Wisconsin; † 15. November 1969 in Palos Verdes Estates, Kalifornien) war eine US-amerikanische Malerin. Sie wurde vor allem für ihre Miniaturporträts in Aquarell-, Pastell- und Öltechnik bekannt.

## Leben
Eda Wilhelmina Nemoede war eines von elf Kindern der deutschstämmigen Eheleute Edward Carl Ludwig Nemoede und Maria Georgina Bastian. Sie wuchs in Brillion, Wisconsin, auf und zeigte bereits in ihrer Kindheit Interesse am Zeichnen. Nach dem Schulabschluss arbeitete sie zunächst als Stenografin, besuchte aber gleichzeitig das Art Institute of Chicago. Später setzte sie ihre Ausbildung in Paris fort, wo sie unter anderem bei Henry Salem Hubbell studierte. Im Jahr 1905 wurde ihre Arbeit im Pariser Salon mit einer lobenden Erwähnung gewürdigt. Nach ihrer Rückkehr in die Vereinigten Staaten war sie als Dozentin am Art Institute of Chicago tätig. 1911 heiratete sie William John Casterton, mit dem sie zwei Töchter hatte. Nach dem Tod ihres Ehemanns im Jahr 1948 lebte sie zunächst in Montana und später bei ihrer Tochter in Kalifornien, wo sie 1969 starb.

## Werk

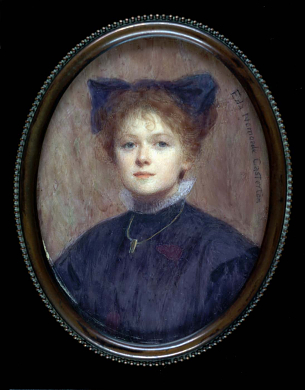
Eda Nemoede Casterton: Miss Goss, ca. 1912. Smithsonian American Art Museum

Eda Nemoede Casterton spezialisierte sich auf Miniaturporträts von Frauen und Kindern, die sie überwiegend auf Elfenbein malte. Ihre Werke zeichnen sich durch eine zarte Farbgebung, große Detailgenauigkeit sowie ein feines Gespür für den Charakter und den Ausdruck der Porträtierten aus. Besonders ihre Kinderporträts wie Miss Goss (um 1912) oder Little Girl (um 1920) wurden für ihre poetische Stimmung geschätzt. Sie verwendete vorwiegend Aquarellfarben, aber auch Pastell und gelegentlich Öl. Ihr Stil wurde vom amerikanischen Tonalismus sowie von Künstlern wie James McNeill Whistler und John Singer Sargent beeinflusst. Casterton war Mitglied verschiedener Miniaturmaler-Vereinigungen in den USA und Großbritannien. Ihre Werke wurden unter anderem im Pariser Salon, bei der Panama-Pacific International Exposition 1915 sowie in Ausstellungen der Pennsylvania Academy of the Fine Arts gezeigt. Bei der Weltausstellung in San Francisco im Jahr 1915 erhielt sie Silber- und Bronzeauszeichnungen.